# 皮特·西格
皮特·西格（英語：Pete Seeger，1919年5月3日—2014年1月27日），也翻译为皮特·席格，生於美國纽约曼哈顿，著名民谣歌手，左翼社会活动家，是美国民歌复兴运动的先驱，有“美国现代民歌之父”之称。皮特·西格一直参与各种抗议活动，从民权运动、反越战，到现在的环保活动，他的歌声在被不同的人翻唱，他的身影也总是出现在这些抗议活动的舞台上。

## 家庭生活
皮特·西格出生在纽约曼哈顿的中城。他的父亲查尔斯·路易斯·西格（Charles Louis Seeger）是一位音乐者。他的母亲是一位古典小提琴演奏家和教师。皮特·西格7岁的时候，他的父母离婚，他的继母露丝（Ruth Crawford Seeger）是一位出色的作曲家。他的长兄查尔斯·西格（Charles Seeger III）是一位射电天文学家，他的二哥约翰·西格（John Seeger）执教于道爾頓學校。皮特的叔叔阿兰·西格（Alan Seeger）是一位诗人，在一战中阵亡。他同母异父的妹妹，佩吉·西格（Peggy Seeger）也是一位著名的民歌表演者，她嫁给了Ewan MacColl，此人被誉为英国民歌之父。皮特的同父异母弟弟迈克·西格是新失落城漫游者乐队（New Lost City Ramblers，该乐队在民歌复兴时期曾经名噪一时，录制了许多民歌音乐）的创始人，乐队的成员之一约翰·科恩（John Cohen）与皮特的另一个同父异母妹妹佩妮·西格结婚。

## 生活经历

### 早期经历（1940年以前）
皮特·西格少年时就读于康涅狄格州的一所寄宿中学（Avon Old Farms），那时，皮特阅读了大量有关共产主义思想的书刊，形成了他自己的世界观。虽然父母都从事音乐事业，但他们没有强迫西格学习乐器，西格自己喜欢上夏威夷四弦琴。1936年，西格随父亲旅行，这次旅行让他见到了民歌的力量。在加利福尼亚的阿什维尔第一次听到了五弦的班卓琴，从此他迷恋上这件乐器，并成为班卓琴的演奏大师。
1936年在哈佛大学新闻系学习，当时的理想是成为一名记者。大二时退学。
毕业后，西格来到纽约，在那里认识了民歌学者艾伦·洛马克斯，艾伦“让民歌走出图书馆”的理念深得皮特的赞同，艾伦帮他在美国国会图书馆的民歌档案馆里找了一份收集和整理民歌的工作。当时的月薪只有60美元，工作是从录音中筛掉商业化的有种族歧视和“土”的音乐，选出最具代表性的美国民歌。这个项目由泛美联盟（美洲国家组织的前身）的音乐部主持，西格的父亲此时正在该部门担任主任。这段工作让他听到了大量的民歌录音，还结识了像“铅肚皮（Lead Belly）”等一批民歌手，让他在民歌领域有了深厚的积累，并且这段经历让皮特坚定了以唱歌为职业的信心。
1940年，皮特·西格在为移民筹款的慈善演唱会“愤怒的葡萄”上结识了民歌手伍迪·格思里（Woody Guthrie），此后他跟随格思里到美国南方各地的教会、罢工现场、移民社区表演，聆听并搜集人们传唱的歌。皮特在格思里身上得到了最欠缺的生活体验，成长为一名为人民歌唱的歌手。

### 不顺利的演唱团体（1940年—1942年）
1941年，皮特·西格与米勒德·兰佩尔（Millard Lampell）和来自阿肯色州的李·海斯（Lee Hays）成立“年历歌手（Almanac Singers）”的团体，用他们的歌声来演唱时事，支持工会并宣传反战。年历歌手经常有许多不固定的成员加入演唱，包括伍迪·格思里、贝丝·洛马克斯·霍斯（Bess Lomax Hawes，艾伦·洛马克斯的妹妹）、鲍尔温·霍斯（Baldwin "Butch" Hawes）、西丝·坎宁安（Sis Cunningham）、乔什·怀特（Josh White）、桑尼·特里（Sonny Terry，黑人口琴演奏家）和山姆·加里（Sam Gary）。西格在年历歌手里的演唱采用笔名“Pete Bowers”以为了不让人由他的名字联想到为政府工作的父亲。
由于年历歌手的许多成员都信仰共产主义，同情工人运动，反对美国参战，西格就是其中坚定的一位。随着纳粹德国进攻苏联，美国共产党也转为支持参战，年历歌手开始演唱反法西斯歌曲。西格模仿格思里在班卓琴上刻下了“THIS MACHINE SURROUNDS HATE AND FORCES IT TO SURRENDER”（这件乐器将战胜仇恨）。
年历歌手的演唱不同于传统民歌，开辟了民歌演唱的新形式。年历歌手由于FBI策划的舆论阻扰，不断深究他们初期的反战唱片，以致年历歌手在1942年解散。
1942年6月西格应征入伍，被分配到对日作战的塞班岛，在那里负责一所战地医院的宣传工作。这一时期，西格除了又认识了许多来自美国各地的民歌手，还学会了许多当地的土著歌曲，此后他一直留意世界各地的民歌，并有意地在自己的演唱会上向美国听众介绍世界民歌。

### 人民之歌（1945年以后）
二战结束后，西格回到纽约。1945年12月20日，美国历史上第一个民歌手的组织“人民之歌”（People's Songs）在西格家中成立，西格被选为主席，并兼任《人民之声简报》（People's Songs Bulletin）的主编。由于共产党支持的亨利·华莱士竞选总统失败，让一大批支持他的美国左派歌手备受责难，人民之声也体验它要帮助华莱士竞选而元气大伤，因财务问题而终结。
皮克斯吉尔事件后，不再有人邀请西格参加慈善募捐的演唱会，他的声誉跌入低谷。1949年，西格开始尝试走商业化的道路，他与老友海斯、弗雷德·海勒曼（Fred Hellerman）和荣妮·吉尔伯特（Ronnie Gilbert）组成了一个民歌四重唱组合——纺织工（The Weavers），他们不再演唱时事歌曲，而是回归民歌，形象也不同于年历歌手时期，男士穿上燕尾服，女士穿上晚礼服。他们从前卫村酒吧（Village Vanguard）开始，1950年4月，织布工的第一张专辑出版，其中他们翻唱铅肚皮的《晚安安瑞》（Goodnight Irene）在电台排行榜上13周高居首位，成为1950年最佳单曲。此后，纺织工又录制了许多民歌改编的歌曲，这些音乐不同于当时商业主流的爱情主题，题材丰富，在当时很受欢迎，许多歌曲对后来的流行音乐也产生了很大的影响。
在麦卡锡主义的横行的时期，纺织工由于以前年历歌手的背景，进入电台封杀的黑名单，从1951年开始不能进行演出，也没有公司愿意给他们出专辑，纺织工只能解散。一直到1955年，他们重新回到舞台，在座无虚席的卡内基大厅进行了复出首演。